# Ratusz w Nowym Wiśniczu
Ratusz w Nowym Wiśniczu – znajdujący się w Nowym Wiśniczu w województwie małopolskim, w powiecie bocheńskim, w gminie Nowy Wiśnicz. Obiekt wpisany jest do rejestru zabytków nieruchomych województwa małopolskiego.

## Historia i architektura

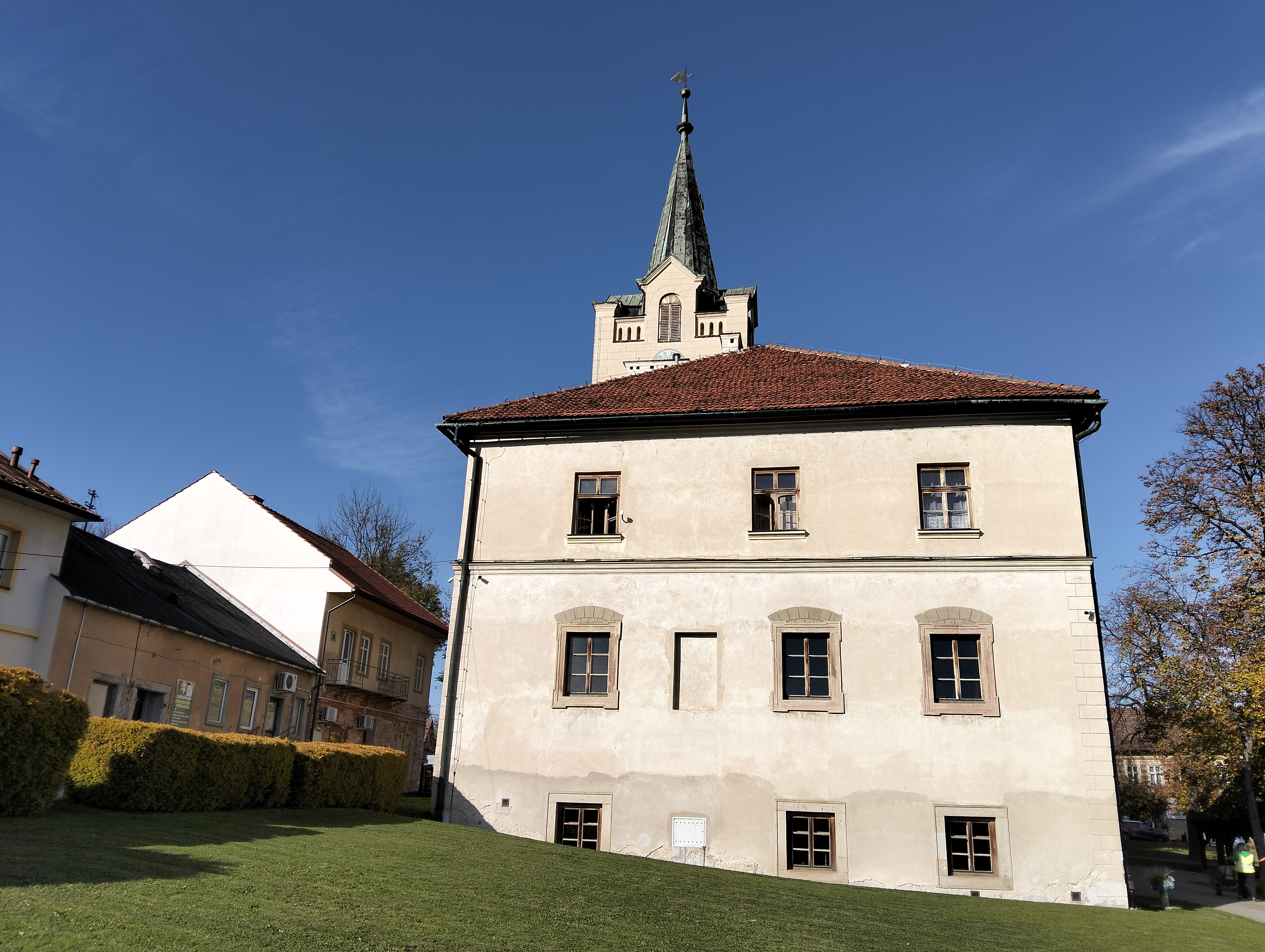
Elewacja tylna

Tworzenie planu urbanistycznego miasta rozpoczęło się w 1616, czyli w roku nadania praw miejskich przez nowych właścicieli tych dóbr – Lubomirskich. Budynek ratusza stojącego w centralnej części rynku wzniesiono w latach 1616-1620 z inicjatywy Stanisława Lubomirskiego, według projektu nadwornego architekta Lubomirskich, Macieja Trapoli z Włoch. Obiekt przetrwał katastrofalny dla miasta pożar z lipca 1863, kiedy to spłonęła większość drewnianej zabudowy miasta. Ratusz przebudowano w latach 1864–1865, wraz z odbudową pozostałych zabudowań. Dodano wówczas jedno piętro.
Ratusz (oprócz zamku) był miejscem sądzenia przestępców (głównie morderców, złodziei, czarownic i świętokradców). Procesy spisano skrupulatnie w Wiśnickiej księdze złoczyńców prowadzonej w latach 1629-1785. Stosowano tu tortury, a osądzonych za najcięższe czyny ścinano lub wieszano obok ratusza.
Wczesnobarokowy obiekt jest budowlą murowaną, trójkondygnacyjną, zbudowaną na planie kwadratu, z wieżą boniowaną na narożach. Główne wejście na poziomie drugiej kondygnacji akcentuje kamienny portal dekorowany boniowanymi pilastrami i przerywanym naczółkiem. Prowadzą doń schody o dwóch biegach. W portalu umieszczono kartusz z herbem Lubomirskich (Drużyną).
Sala obrad rady miejskiej znajduje się w parterze budynku. Na piętrze ulokowano bibliotekę oraz urząd stanu cywilnego. Na drugim piętrze powieszono dzwon z 1869, ufundowany po pożarze miasta. Działa tu też oryginalny mechanizm zegarowy z XIX wieku.